# 澳头街道
澳头街道是中国广东省惠州市惠阳区下辖的一个街道。1990年时，为惠阳县澳头镇。当年，以澳头镇、霞涌镇和淡水镇西部设立大亚湾工业区，即今大亚湾经济技术开发区。

## 行政区划
澳头街道下辖以下地区：
桥西社区、桥东社区、沙田社区、南边灶村、黄鱼涌村、妈庙村、衙前村、大涌村、小桂村、荃湾村、前进村、飞帆村、金门塘村、三门村、东升村和岩前村。